# Dottrina Bush

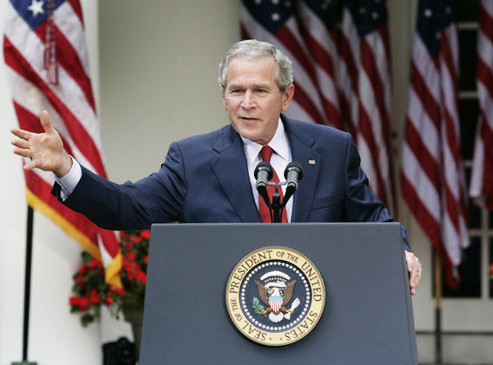
Il presidente Bush fa delle osservazioni nel 2006 durante una conferenza stampa al Rose Garden sulle ambizioni nucleari dell'Iran e discute del test nucleare della Corea del Nord.

Dottrina Bush è un insieme di linee guida di politica estera rivelate dal presidente George W. Bush durante un suo discorso all'accademia militare di West Point il 1º giugno 2002.

## Il contenuto
La dottrina Bush dà grande rilevanza alla guerra preventiva, alla superiorità militare, all'azione unilaterale, e all'impegno nell'«estendere democrazia, libertà e sicurezza in tutte le regioni» del mondo. Questa politica è stata ufficializzata nei documenti della Strategia di sicurezza nazionale degli Stati Uniti del settembre 2002, giustificando la guerra in Afghanistan e fornendo il pretesto politico per la guerra in Iraq.
Come si può leggere nel documento "Strategia per la sicurezza nazionale" del 2006, la legittima difesa preventiva verrà esercitata dagli Stati Uniti ogni qualvolta ciò si rendesse necessario per prevenire un imminente attacco con armi di distruzione di massa o atti di terrorismo.